# Justin Hartley

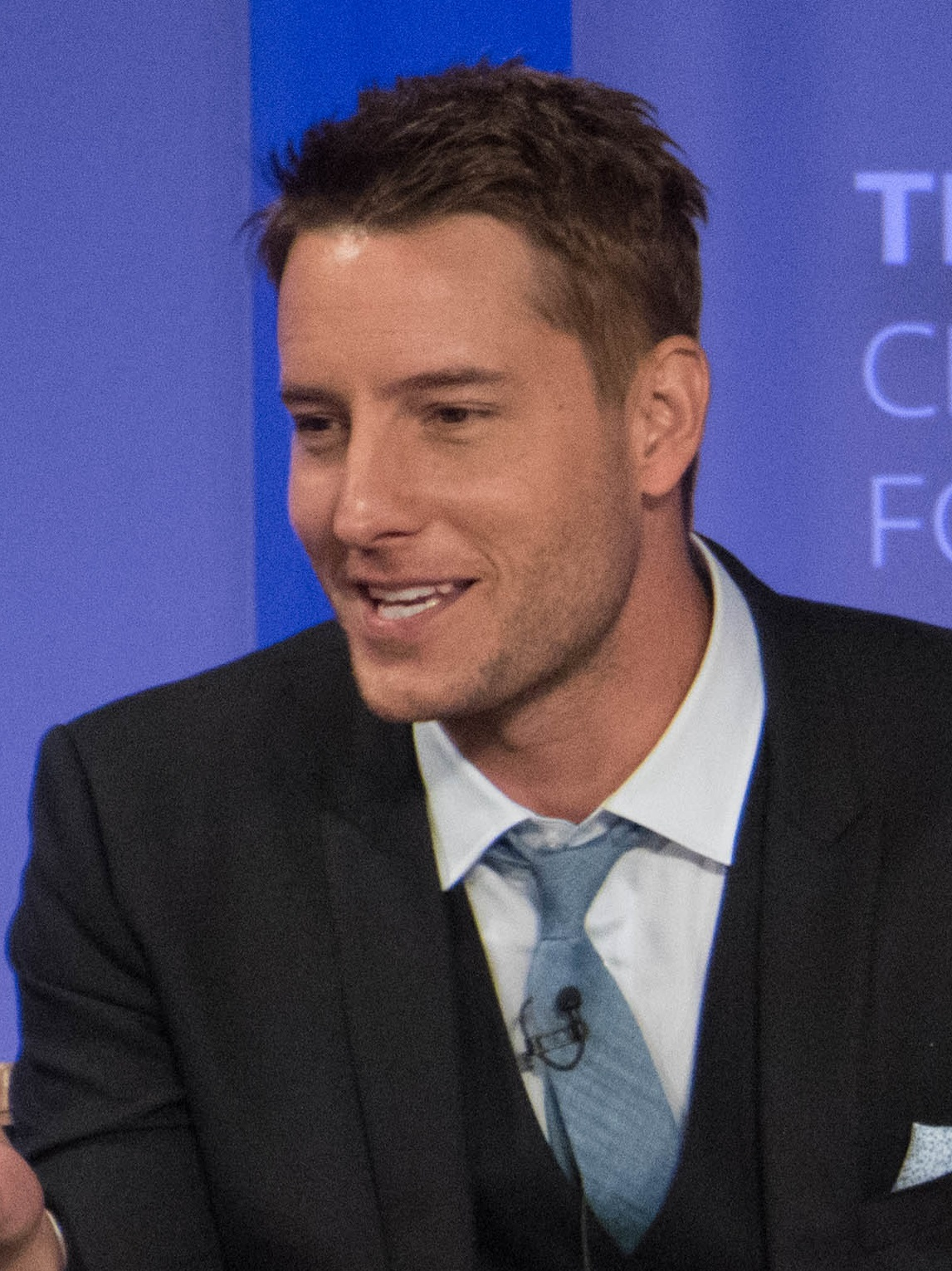
Justin Hartley (2017)

Justin Hartley (* 29. Januar 1977 in Knoxville, Illinois) ist ein US-amerikanischer Schauspieler. Seine bekanntesten Rollen sind die des Oliver Queen/Green Arrow in der Fernsehserie Smallville und des Kevin Pearson in This Is Us.

## Kindheit und Jugend
Justin Hartley wuchs in Orland Park, Illinois mit einem älteren Bruder sowie zwei jüngeren Schwestern auf. Er war begeisterter Basketballer, spielte aber auch Fußball und Baseball an der Carl Sandburg High School. Er besuchte die Southern Illinois University und die University of Illinois at Chicago, wo er Geschichte und Theater als Hauptfach studierte.

## Karriere
Vom Ende 2002 bis 2006 spielte er Fox Crane in der NBC-Seifenoper Passions. 2006 spielte er die Comicfigur Aquaman in einer Pilotfolge von Aquaman für CW. Da der Pilotfilm nie ausgestrahlt worden war, wurde er später online gestellt. Später in diesem Jahr spielte er in sieben Folgen der sechsten Staffel von Smallville den Milliardär Oliver Queen alias Green Arrow. Auch in der siebten Staffel hatte er einen Gastauftritt. Ab der achten Staffel gehörte er zum Hauptcast.
Von Oktober 2012 bis Februar 2013 war Hartley in der CW-Serie Emily Owens,  zuvor mit dem Arbeitstitel First Cut, als Will Collins zu sehen. Im Anschluss erhielt er die Nebenrolle des Patrick Osbourne in der ABC-Dramaserie Revenge, die er von September 2013 bis März 2014 verkörperte. Es folgten weitere Fernsehrollen. Von 2016 bis 2022 spielte er den Kevin Pearson, eine der Hauptfiguren der Fernsehserie This Is Us.

## Privatleben
Ab 2003 führte Hartley eine Beziehung mit seiner Passions-Kollegin Lindsay Korman; sie heirateten im Mai 2004. Im Juli 2004 bekam das Paar eine Tochter. Im Mai 2012 reichten sie die Scheidung ein. Ab Anfang 2014 war er in einer Beziehung mit der Schauspielerin Chrishell Stause. Sie heirateten im Oktober 2017 und wurden im Februar 2021 geschieden. Seit Mai 2021 ist er mit der Schauspielerin und dem Model Sofia Pernas verheiratet. Die beiden waren zuvor ein Jahr zusammen.

## Filmografie (Auswahl)
- 2005: Race You To the Bottom
- 2006: Aquaman (Fernsehserie, Pilotfolge)
- 2002–2006: Passions (Seifenoper)
- 2006–2011: Smallville (Fernsehserie, 72 Folgen)
- 2007: Spellbound (Fernsehfilm)
- 2007: CSI: NY (Fernsehserie, Folge 3x16)
- 2007: Cold Case – Kein Opfer ist je vergessen (Cold Case, Fernsehserie, Folge 5x10)
- 2008: Austin Golden Hour (Fernsehserie, Pilotfolge)
- 2008: Red Canyon
- 2008: Gemini Division (Fernsehserie, 12 Folgen)
- 2009: Spring Breakdown (Fernsehserie, Pilotfolge)
- 2009: Final Day – Das Ende der Welt (MegaFault, Fernsehfilm)
- 2011: Chuck (Fernsehserie, Folge 5x02)
- 2012: Castle (Fernsehserie, Folge 4x13)
- 2012: Hart of Dixie (Fernsehserie, Folge 1x18)
- 2012–2013: Emily Owens (Emily Owens, M.D., Fernsehserie, 13 Folgen)
- 2013: Melissa & Joey (Fernsehserie, Folge 3x11)
- 2013–2014: Revenge (Fernsehserie, 12 Episoden)
- 2014–2016: Mistresses (Fernsehserie, 16 Episoden)
- 2016–2022: This Is Us – Das ist Leben (This Is Us, Fernsehserie)
- 2017: Bad Moms 2 (A Bad Moms Christmas)
- 2019: Jexi
- 2020: The Hunt
- 2022: Senior Year
- 2022: The Noel Diary
- seit 2024: Tracker (Fernsehserie)
- 2025: Bride Hard